# Chiesa di San Jerónimo el Real
La chiesa di San Jerónimo el Real, nota popolarmente come Los Jerónimos, è una chiesa cattolica dei primi del XVI secolo sita nel centro di Madrid in Spagna. 
La Chiesa, che nei secoli, ha subito numerose ristrutturazioni e restauri è la struttura rimanente del monastero geronimiano che sorgeva accanto al palazzo reale del Buen Retiro, di cui una parte ospita ora il Museo del Prado. La sua vicinanza al palazzo reale sottolinea anche un collegamento alla regalità, visto che fu per secoli la chiesa utilizzata per l'investitura del Principe delle Asturie. Vi si tenne anche una messa per celebrare l'investitura di re Juan Carlos I di Spagna. In parte, questo sito è stato cementato a Madrid anche perché la sua Cattedrale dell'Almudena venne completata soltanto nel 1993. Per molti secoli funse da cattedrale la Collegiata di Sant'Isidoro dato che la sede primatizia era rimasta a Toledo, relegandola così al ruolo di cappella reale. Visto che la chiesa era dedicata a San Isidoro, patrono di Madrid, e questo è anche il patrono degli operai, il ruolo di cappella reale venne dato alla Chiesa di San Jerónimo el Real.

## Storia

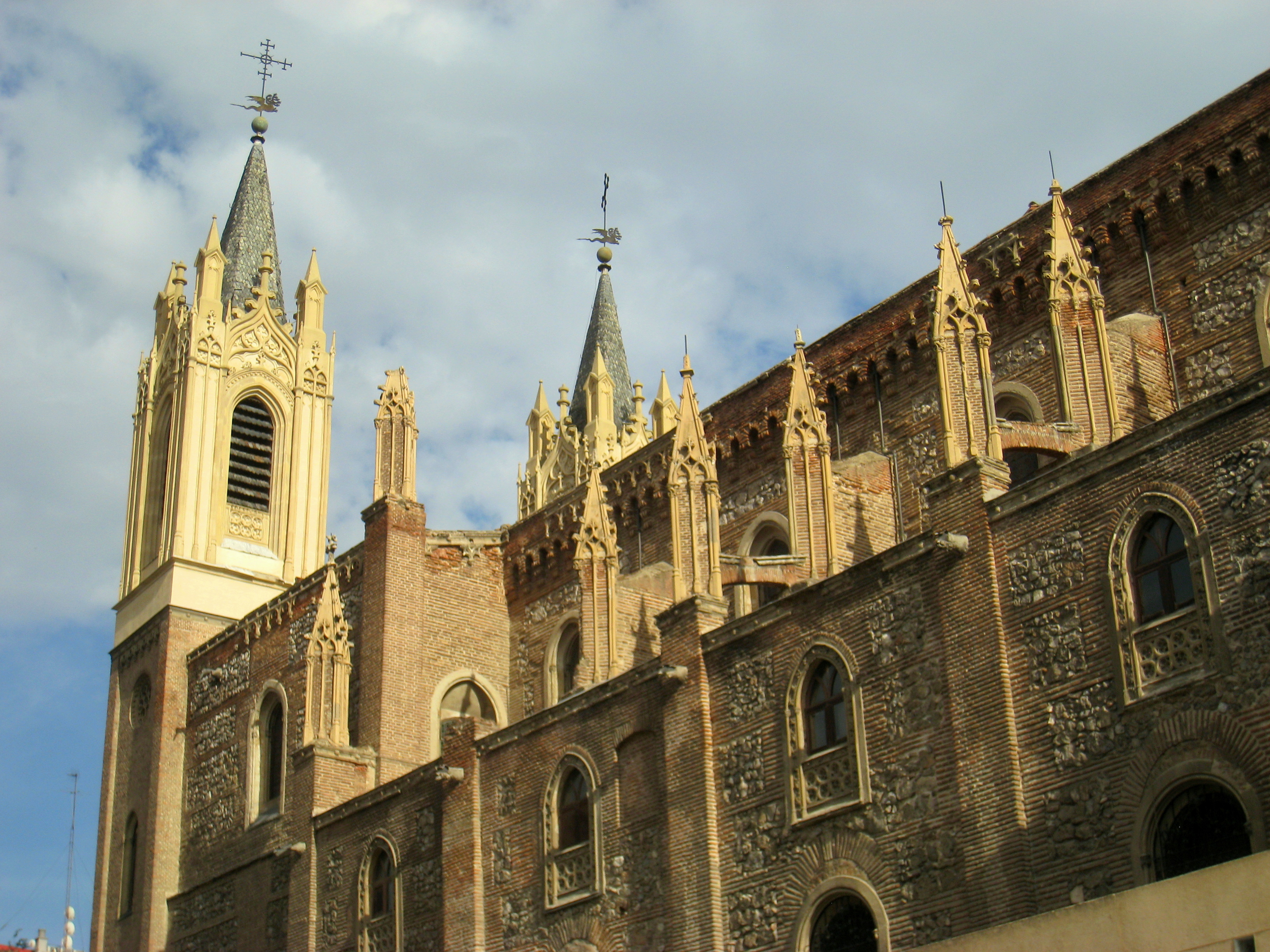
Vista laterale

Il monastero di San Gerolamo venne costruito vicino al fiume Manzanarre, durante il regno di Enrico IV di Castiglia nei dintorni del Palazzo Reale di El Pardo. Ma soffrì a causa della insalubrità del sito. Durante il regno di Isabella I, il monastero venne spostato in un sito vicino ad un palazzo reale incipiente. Il nuovo monastero fu costruito in stile isabellino. La chiesa fu scelta per l'investitura del principe delle Asturie e futuro re Filippo II il 18 aprile 1528.
Re  Filippo II spostò la corte spagnola a Madrid nel 1561 e ampliò l'edificio che divenne il Palazzo del Buen Retiro. Fece realizzare una camera da letto regale contro il Presbiterio, in modo che potesse seguire la messa dalla sua camera da letto. Il Palazzo del Buen Retiro venne in gran parte distrutto nel corso della guerra d'indipendenza spagnola. Nel 1808 i monaci furono espulsi dal monastero e le truppe francesi si acquartierarono nel monastero, causando gravi danni all'edificio, e la chiesa fu lasciata quasi in rovina. Rimasro in piedi soltanto il Casón del Buen Retiro e il Salón de Reinos.

## Ripristino

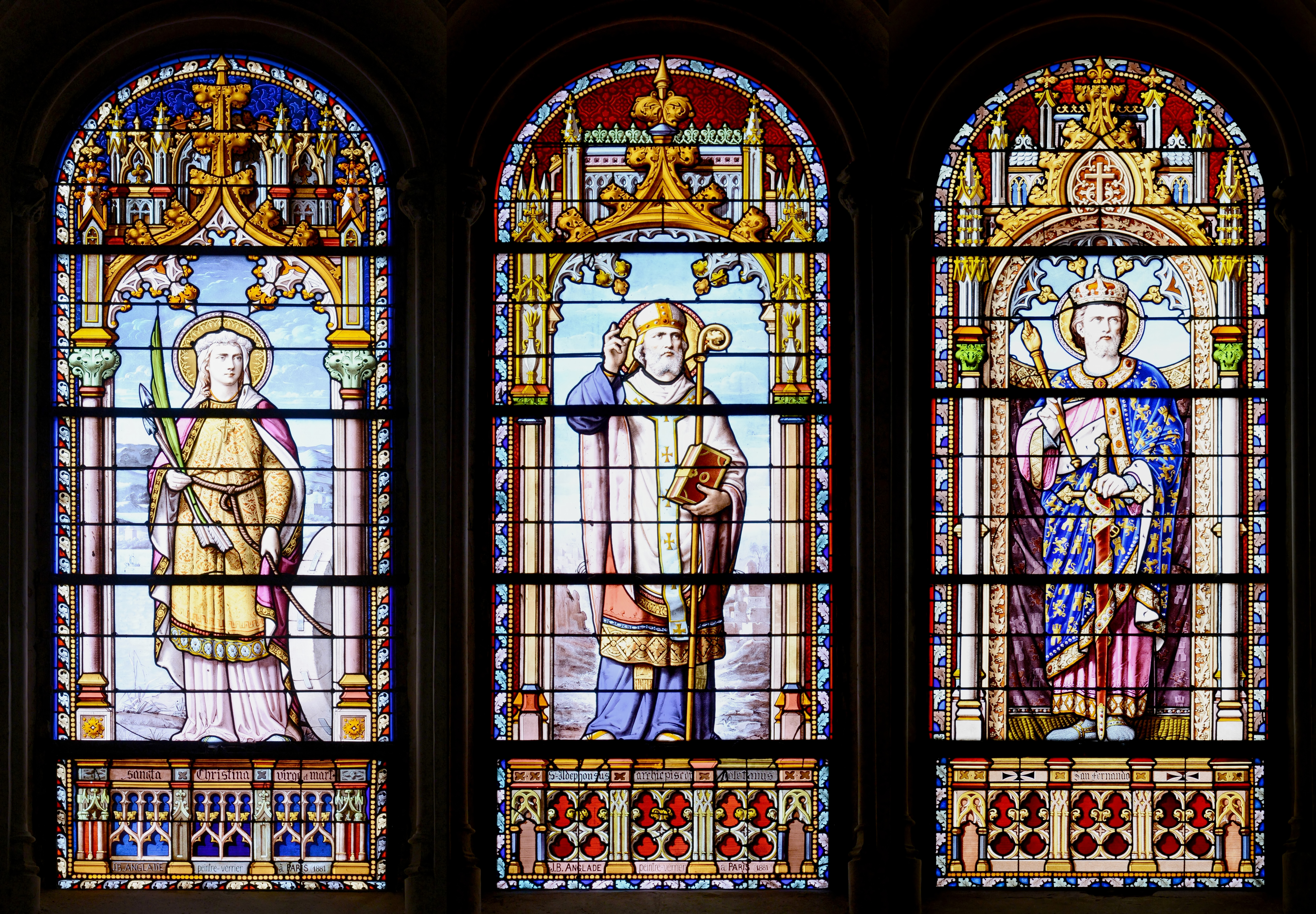
Tre vetrate dell'artista francese J. P. Anglade, Paris, 1881

Il primo importante restauro venne eseguito durante il regno di Isabella II, tra il 1848 e il 1859, dall'architetto Narciso Pascual Colomer, in stile isabellino gotico, il quale aggiunse una nuova torre. Il secondo restauro, del 1879-1883, fu realizzato da Enrique María Repullés, che trasformò l'edificio in chiesa parrocchiale. Solo alcune caratteristiche esterne rimasero della struttura originale. Il rimodellamento esterno del XIX secolo realizzato in stile neo gotico da Ponziano Ponzano rimane controverso.
La scalinata che si affaccia sulla strada, è stata costruita nel 1906 in occasione delle nozze di re Alfonso XIII per rendere più impressionante l'accesso alla chiesa. Per molti decenni, il chiostro barocco, progettato da frate Lorenzo de San Nicolas, è rimasto in rovina. Infine, nel 2007, un accordo tra la Chiesa e il governo ha portato alla cessione del terreno del chiostro al Museo del Prado. La facciata del cortile interno è stata smantellata e ricostruita poi coma una sala a forma di cubo progettata da Rafael Moneo quale ampliamento del museo. L'ala è stata etichettata, in maniera derisoria, Cubo di Moneo.

## Interni

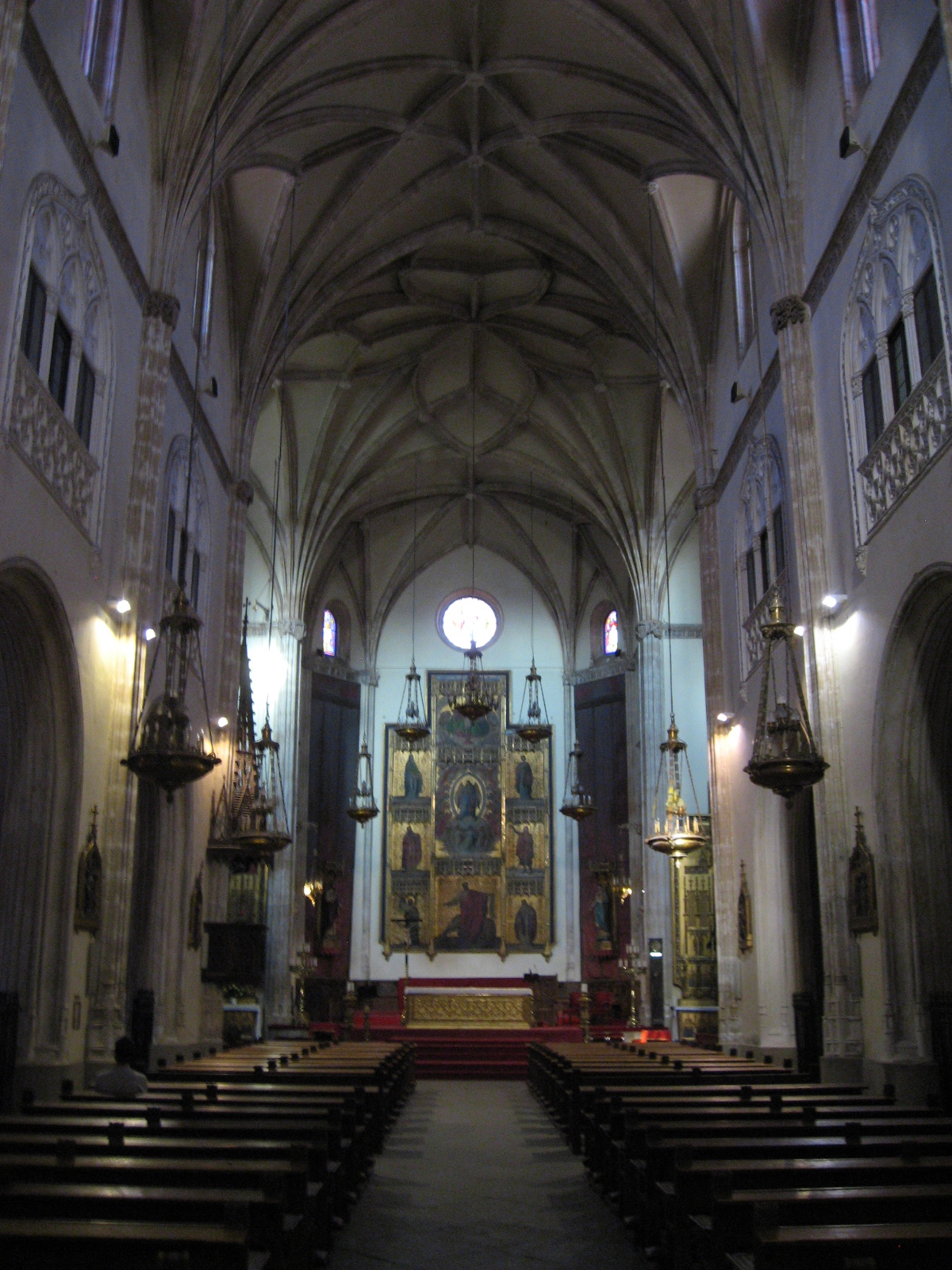
Interni

La chiesa contiene sculture di Mariano Benlliure, il Cristo de la Buena Muerte di Juan Pascual de Mena, dipinti di Vincenzo Carducci e José Méndez, lampade neo gotiche e vetrate.

## Galleria d'immagini

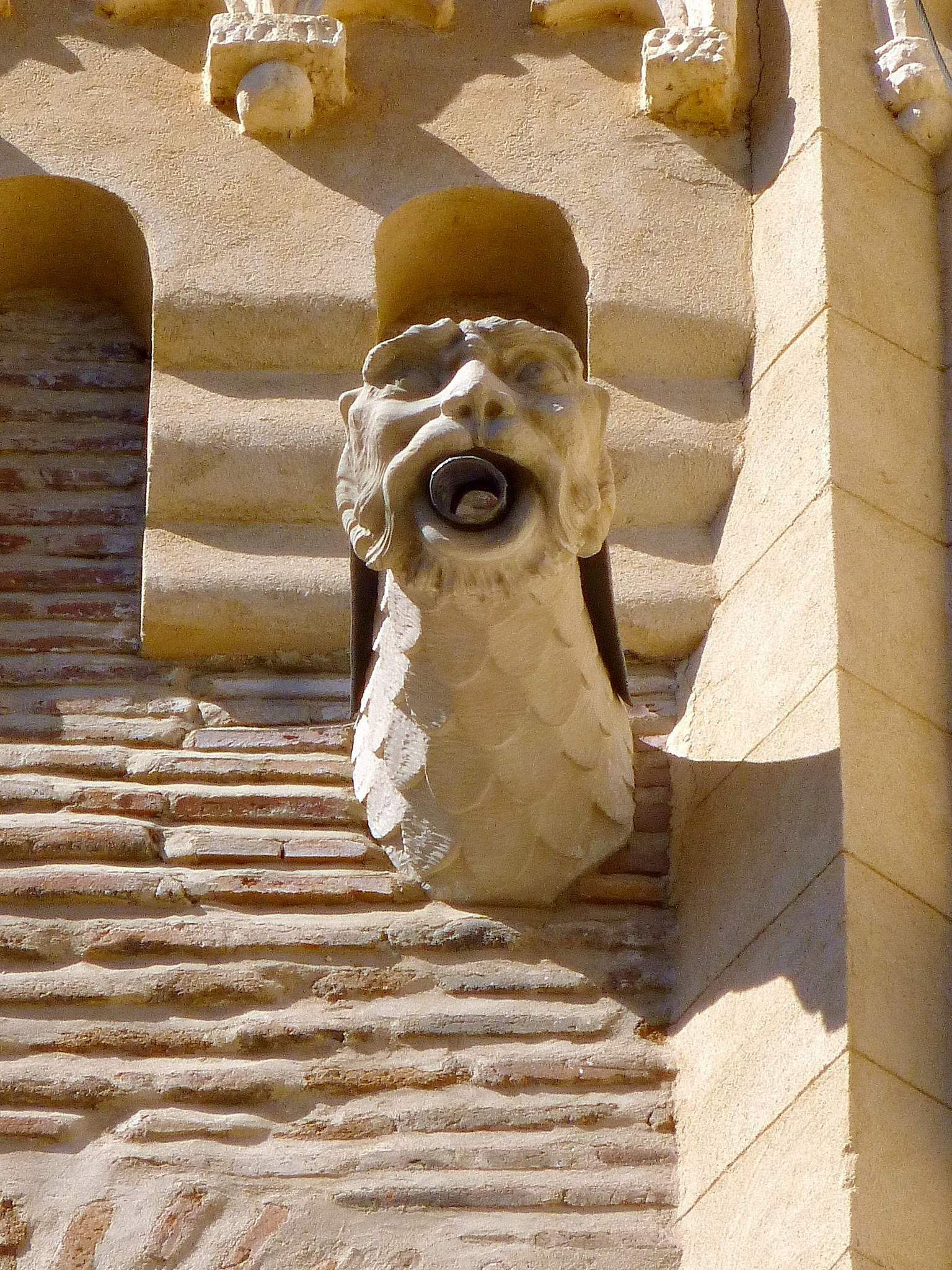
Particolare
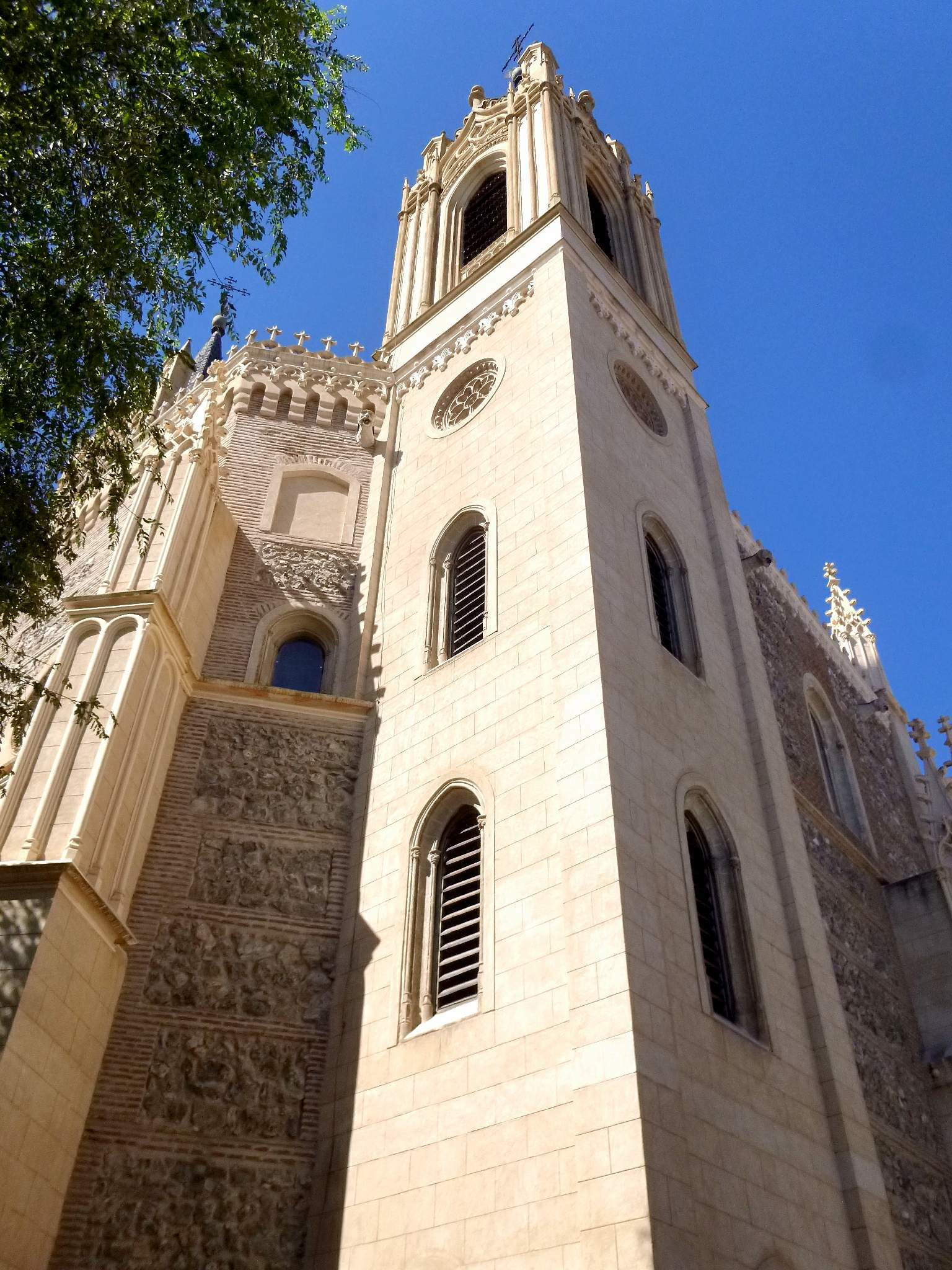
Dettaglio della facciata orientale.